# Keith O'Neill
Keith Padre Gerard O'Neill (Dublino, 16 febbraio 1976) è un ex calciatore irlandese, di ruolo centrocampista.